# NGC 918
NGC 918 ist eine Balken-Spiralgalaxie vom Hubble-Typ SBc im Sternbild Widder auf der Ekliptik. Sie ist schätzungsweise 71 Millionen Lichtjahre von der Milchstraße entfernt und hat einen Durchmesser von etwa 70.000 Lj.
Das Objekt wurde am 11. Januar 1831 von dem Astronomen John Herschel mithilfe seines 18,7 Zoll-Spiegelteleskops entdeckt und später von Johan Dreyer in seinem New General Catalogue verzeichnet.